# Hemigyrus sonorus
Hemigyrus sonorus är en insektsart som beskrevs av Andrej Vasiljevitj Gorochov och Volchenkova 2001. Hemigyrus sonorus ingår i släktet Hemigyrus och familjen vårtbitare. Inga underarter finns listade i Catalogue of Life.